# Селевинцы
Селевинцы (укр. Селевинці) — село на Украине, находится в Немировском районе Винницкой области.
Код КОАТУУ — 0523083805. Население по переписи 2001 года составляет 340 человек. Почтовый индекс — 22801. Телефонный код — 4331.
Занимает площадь 1,44 км².

## Адрес местного совета
22833, Винницкая область, Немировский р-н, с. Кирово